# Via dell'Osteria del Guanto
Via dell'Osteria del Guanto è una strada del centro storico di Firenze, che va da via de' Neri a via dei Saponai.

## Storia e descrizione
La denominazione (già attestata alla fine del Seicento) trae origine dalla presenza lungo il tratto di un'antica osteria di proprietà della famiglia Bernardini, che aveva per insegna un guanto d'oro in campo rosso, che a sua volta portò a modificare il nome del casato, per lo più noto come Bernardini del Guanto. La famiglia ebbe qualche incarico politico di rilievo, con due priori della Repubblica. Oltre all'osteria gli stessi Bernardini o altri dovevano comunque gestire lungo la via anche degli alberghi, visto che sono ugualmente attestate le titolazioni di via degli Alberghi, via dell'Albergo de' Guanti e di via del Buon Riposo.
Nell'Ottocento la strada fu detta Via del Guanto, ma nel 1951, dietro istanza degli abitanti, il Comune ripristinò l'antica denominazione. A Firenze esistette anche un vicolo del Guanto, che pure doveva il nome a un'insegna di osteria e si trovava presso via degli Strozzi, dove separava la chiesa di San Pier Buonconsiglio da una palazzo dei Sassetti; era senza sfondo e fu demolito al tempo del Risanamento di Firenze tra il 1890 e il 1893.

## Descrizione
La strada, pavimentata a lastrico, ha un ruolo decisamente secondario nel sistema della viabilità cittadina e carattere residenziale popolare.

## Bibliografia

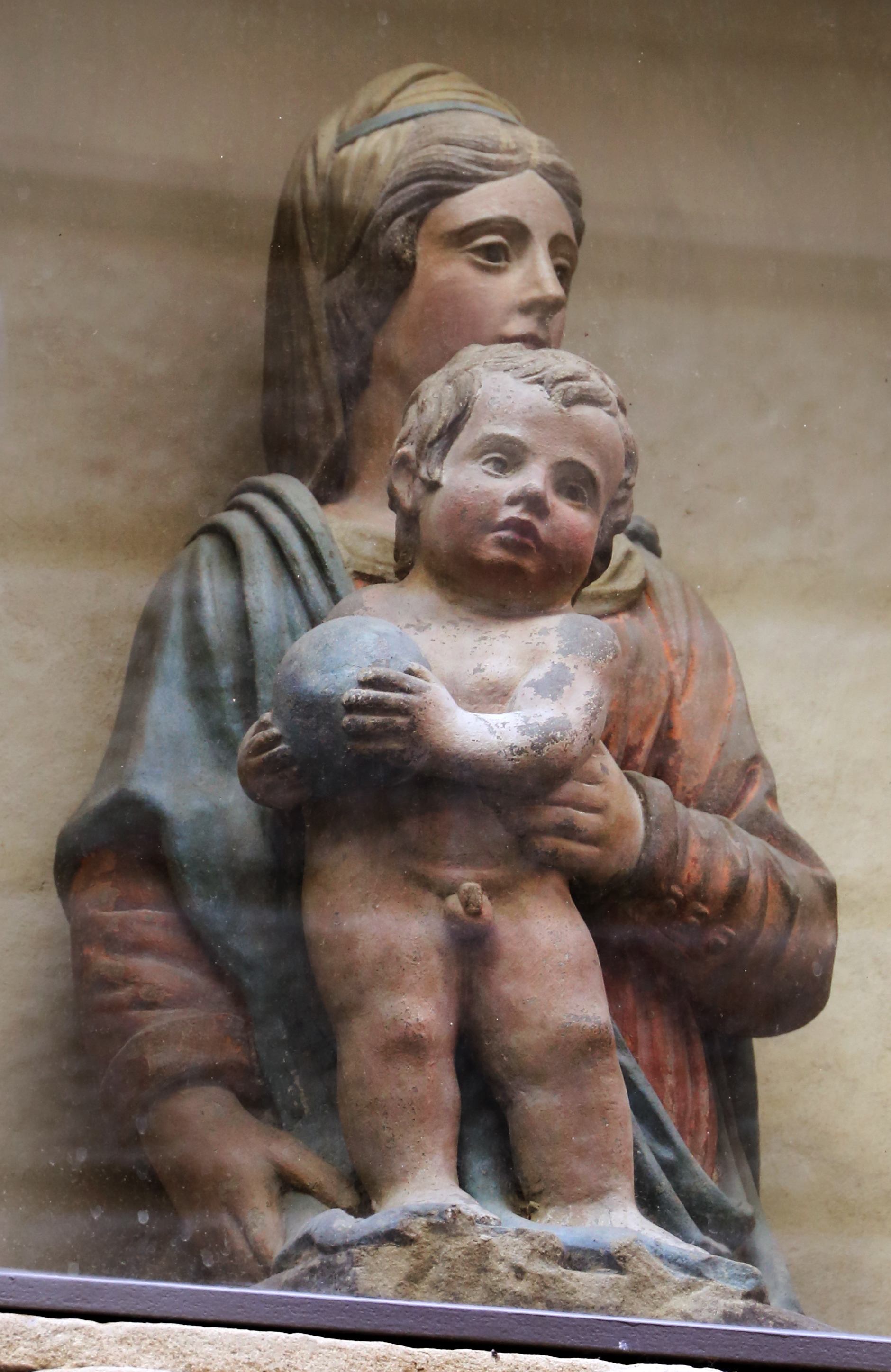
La Madonna col Bambino nel tabernacolo sulla palazzina Gazzeri

### Edifici
| Immagine | N° | Nome              | Descrizione |
| -------- | -- | ----------------- | --- |
|          | 1  | Palazzina Gazzeri | Erano in questo luogo delle antiche case già dei Buini, passate alla famiglia Gazzeri che nella prima metà dell'Ottocento qui possedeva un vasto edificio. L'attuale costruzione (tre piani per otto assi per quanto concerne la facciata principale) si mostra tuttavia nelle forme assunte a seguito di un parziale esproprio della proprietà e di un completo rifacimento del fronte dell'immobile attuato attorno al 1860, in concomitanza del riordino dell'area (espropri e progetto complessivo dell'architetto Felice Francolini), in ragione della costruzione del palazzo della Camera di Commercio. Al centro della facciata, segnata da un lungo balcone, è uno scudo in terracotta con l'arme della famiglia Gazzeri, segnato da una banda sostenente una gazza posata, accompagnata in punta da una stella a otto punte. Un altro scudo, più antico e con il campo oramai illeggibile, è sul canto con via dell'Osteria del Guanto. Sempre su questo lato è un tabernacolo cinquecentesco con una terracotta raffigurante la Madonna col Bambino, ugualmente segnato da uno scudo con il campo completamente abraso, che Guido Carocci ancora riconosceva come appartenente alla famiglia degli Ubertini di Fetto. |
|          | 3  | Casa Gazzeri      | L'edificio mostra un prospetto privo di elementi caratterizzanti, sviluppato per tre assi su quattro piani, recentemente restaurato e tinteggiato. Testimonia delle varie proprietà che aveva nell'Ottocento in questa zona la famiglia Gazzeri, in prossimità della palazzina che, con la facciata su via dei Saponai a guardare il palazzo della Camera di Commercio, qui rappresentava l'edificio di maggior pregio. Del possesso reca memoria uno scudo in terracotta posto sul fronte con l'arme dei Gazzeri, segnato da una banda sostenente una gazza posata, accompagnata in punta da una stella a otto punte. Altri edifici della famiglia si trovavano in via del Castello d'Altafronte ai numeri 2, 4 e 6. |
|          | 15 | Casa              | La casa in angolo con via de' Neri mostra un tabernacolo che contiene una riproduzione della Madonna col Bambino a bassorilievo di Antonio Rossellino. |